# Allerliebste Schwester (Film)
Allerliebste Schwester (Originaltitel: Allrakäraste syster) ist ein Märchen-Film von Göran Carmback nach dem gleichnamigen Roman von Astrid Lindgren.

## Handlung
Barbro fühlt sich in ihrer Familie ein wenig alleine. Ihr Vater liebt ihre Mutter am meisten und ihre Mutter liebt Barbros Bruder Jonas am meisten. Barbros sehnlichster Geburtstagswunsch ist es einen Hund zu bekommen, der ist der Familie allerdings zu teuer.
Jedoch hat Barbro ein Geheimnis: Sie hat eine Zwillingsschwester namens Ylva-Li. Ylva-Li lebt in einem geheimen Land, namens Salikon, unter den Rosenbüschen, wo sie Königin ist. Mit Ylva-Li unternimmt Barbro viele Abenteuer. Dort hat Barbro außerdem alles, was sie sich nur wünschen kann: zwei Hunde, eine Katze, Pferde, Essen, das ihr schmeckt, unvergessliche Erlebnisse usw. Außerdem wird sie von Ylva-Li über alles geliebt und allerliebste Schwester genannt.
Am Tag vor ihrem Geburtstag besucht Barbro Ylva-Li. Die beiden unternehmen einen Ausflug in das schönste Tal der Welt. Sie müssen mit ihren Pferden Gold- und Silberfunken an den Bösen vorbei, die sich im dunklen Angstwald verkriechen. Als sie am schönsten Tal der Welt angekommen sind genießen Ylva-Li und Barbro dort einen wunderbaren Tag. Jedoch muss Ylva-Li ihrer Zwillingsschwester eine schlechte Nachricht überbringen. Wenn die Rosen vor dem Eingang von Salikon verwelkt sind heißt das, dass Ylva-Li tot ist. Verzweifelt stürmt Barbro nach Hause. Auch ihre Mutter kann Barbro nicht trösten.
An ihrem Geburtstag wird Barbro von einem Hundewelpen aufgeweckt. Er ist ihr Geburtstagsgeschenk. Ihre Eltern hatten nur so getan, als ob sie sich den Hund nicht leisten könnten, um Barbro zu überraschen. Als Barbro in den Garten hinausgeht, entdeckt sie, dass die Rosen vor dem Eingang von Salikon verwelkt sind. Der Eingang nach Salikon existiert nicht mehr. Barbro ist traurig, wird jedoch von ihrem Hundewelpen Ruff freudig begrüßt, der sie aufmuntert. Die beiden gehen gemeinsam spazieren.

## Hintergrund
Allerliebste Schwester wurde am 2. Dezember 1988 erstmals im schwedischen Fernsehen ausgestrahlt. In Deutschland wurde der Film am 5. November 1989 innerhalb einer Reihe namens Astrid Lindgren erzählt im ZDF erstausgestrahlt. Im September 2010 wurde das Märchen mit drei weiteren Astrid Lindgren Verfilmungen von der Universum Film GmbH auf einer DVD unter dem Titel Die schönsten Märchen veröffentlicht. Eine weitere DVD-Veröffentlichung gab es im Oktober 2013, dieses Mal mit zwei weiteren Astrid Lindgren Verfilmungen unter dem Titel Astrid Lindgren Märchen 1.

## Kritik
Anna Zamolska von KinderundJugendmedien.de findet, dass Allerliebste Schwester „ein wehmütiges, ernstes Märchen“ sei. Es hebe sich „von anderen Märchen-Verfilmungen durch seine ernste und traurige Stimmung ab“ und greife „einige der schönsten Sinnbilder aus den Lindgrenbüchern“ auf. Sie lobt außerdem die Schauspielleistung der beiden Hauptdarstellerinnen und die Musik. Der Symbolgehalt der Geschichte sei vergleichbar mit dem der „Brüder Löwenherz“, so zeige sich hier eine ähnliche Art von Geschwisterliebe. Mit „ihrem märchenhaften Geschehen in unserer alltäglichen Welt“ erscheine „Allerliebste Schwester wie eine kafkaeske Kurzgeschichte für Kinder“.